# أفيتال أبيرغل
أفيتال أبيرغل (بالعبرية: אביטל אברג'יל -بالإنجليزية: Avital Abergel), ولدت يوم 10 يونيو 1977. هي مذيعة التلفزيون الممثلة إسرائيلية من أصل يهودي مغربي. وقد ظهرت أفيتال في مثل هذه الافلام (الإسرائيلية) بأنه "Aaron Cohen's Debt" (بالعبرية: חובו של אהרון כהן) و «شيء حلو» (بالعبرية: משהו מתוק). وبالمثل، فإن أفيتال هي أيضا ممثلة تلفزيونية ناجحة تظهر في عدد من المسلسلات التليفزيونية الإسرائيلية، مثل: "The Good Guys"، و "The Other Woman"، و «وحدة العناية المركزة» و "Deep Blue".
لعبت أفيتال أفضل الدور للعب باسم «إلينور Malchi» في طفولتها مسلسل «أوكتاف» الذي يذاع على قناة الأطفال (إسرائيل) (بالعبرية: ערוץ הילדים).
في عام 2005، ظهر أفيتال في الفيلم في سن المراهقة: «أنت (مخطوبة لي)» (بالعبرية: השמיניה) مع مخرج الفيلم الإسرائيلي "Piza'at Lichtman".

## وصلات خارجية
- أفيتال أبيرغل على موقع IMDb (الإنجليزية)
- أفيتال أبيرغل على موقع قاعدة بيانات الفيلم (الإنجليزية)